# Cripta de Santa Leocadia

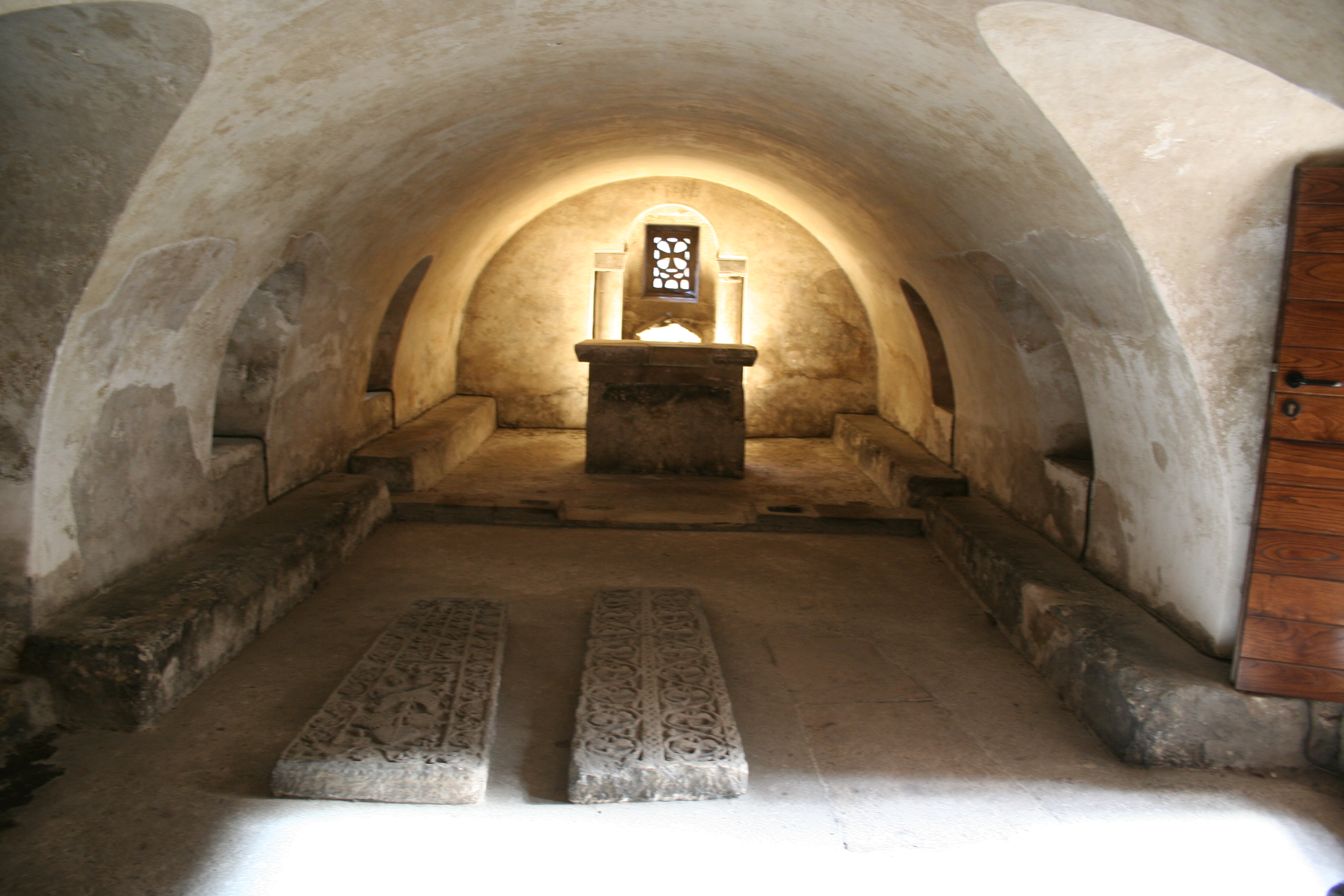
Imagen general de la cripta de santa Leocadia.

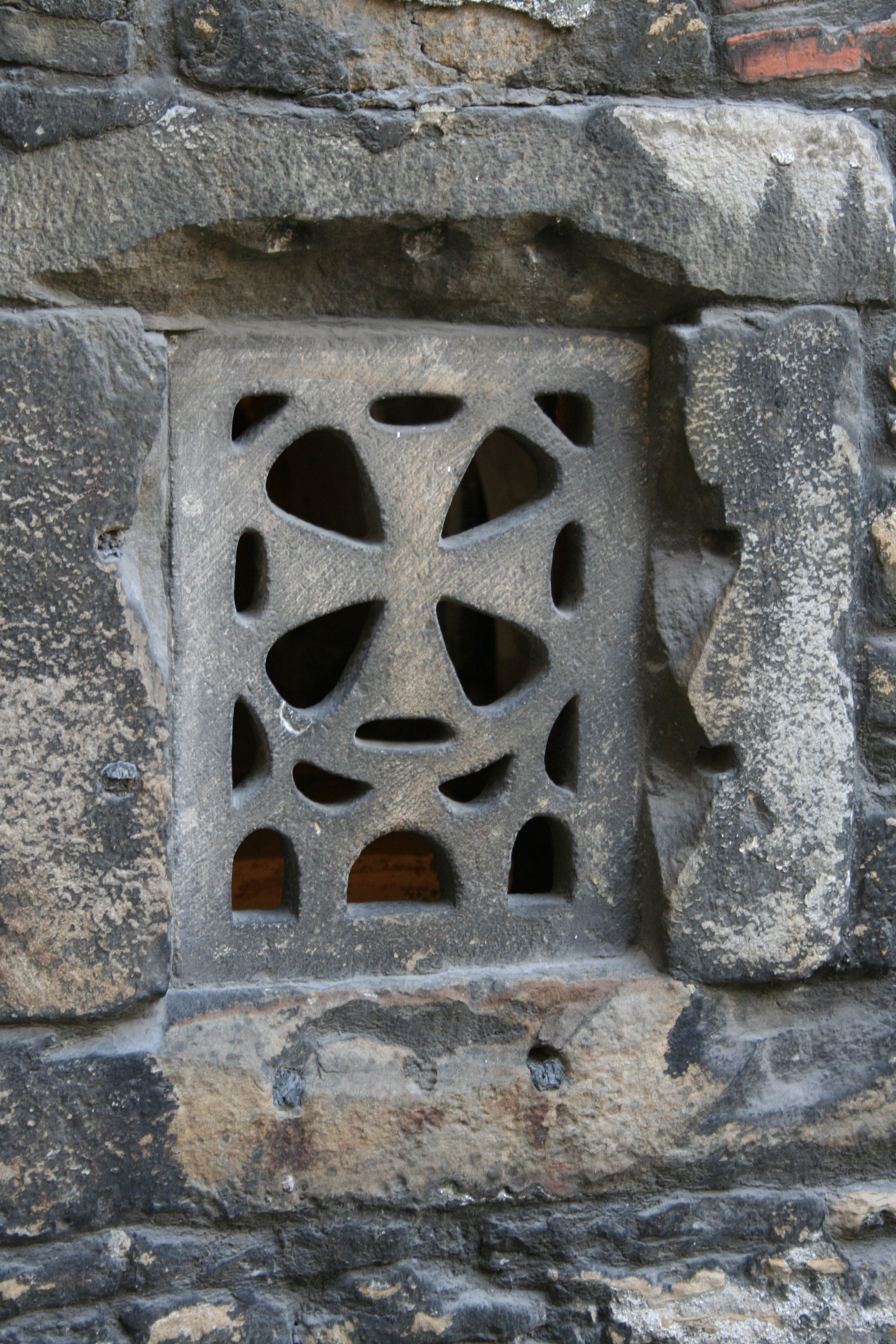
Celosía de la cripta de Santa Leocadia, visión exterior.

La cripta de Santa Leocadia es una cripta medieval española situada en el interior de la catedral de Oviedo, Asturias. La cripta es uno de los vestigios más antiguos que se conservan del conjunto de edificios palatinos y eclesiásticos existentes en la zona en tiempos de Alfonso II el casto de los que también forma parte la iglesia de San Tirso, si bien la construcción de la cripta se atribuye a Alfonso III.
La cripta formó parte de un conjunto de dos santuarios superpuestos, pero sin comunicación entre ellos, la cripta es el santuario inferior y el superior es la cámara Santa.
La construcción de la cripta se inicia tras el traslado de los restos de los santos mártires cordobeses Eulogio y Leocricia desde el emirato de Muhammad por Dulcidio. La primera noticia de la cripta aparece en el año 908

## Arquitectura
La cripta es de forma rectangular rematada con una bóveda de cañón de una altura de 2.30 metros. El espacio está dividido en dos, 
en la entrada está situada la nave y al fondo el presbiterio en el que está colocado el altar.
La nave está situada al principio de la cripta, en ella se encuentra las dos entradas existentes a la cripta, situadas una al norte y otra al sur. El suelo cuenta con tres tumbas excavadas en la tierra y perpendiculares a las entradas por lo que su orientación es este-oeste. Dos de estas tres tumbas están cubiertas por lápidas profusamente labradas, la tercera carece de cualquier tipo de losa.
El presbiterio al fondo, conserva el pavimento original. En esta zona se encuentra el altar mayor, consistente en un gran bloque de piedra que descansa sobre la tumba de Dulcidio. En la pared se encuentra una ventana con una cruz griega.

## Tumbas

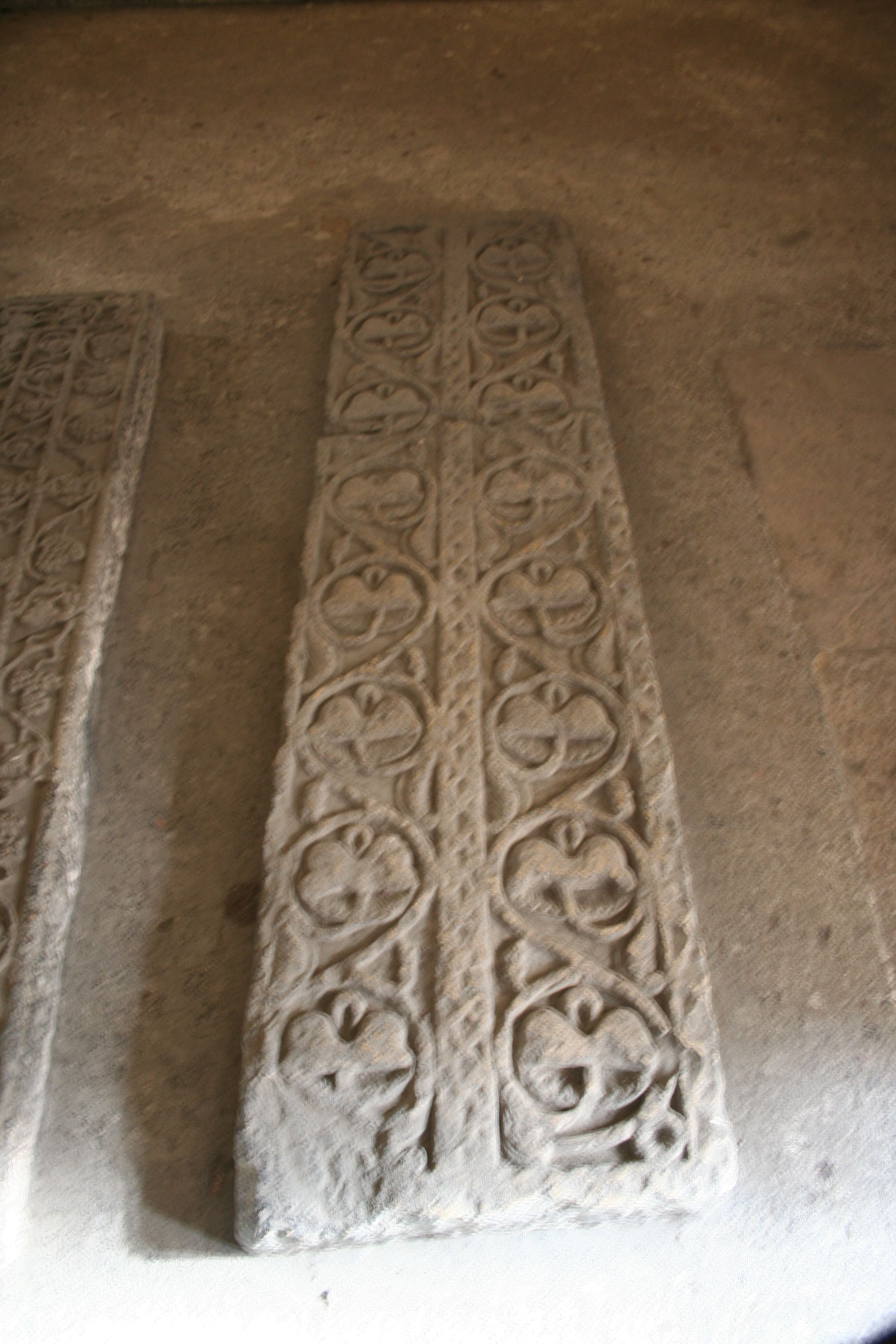
Lauda funeraria central.

Dentro de la cripta podemos observar cinco tumbas, formadas por cuatro laudas y un sarcófago. Las laudas podemos ver tres en la nave central. La de la derecha aparece si ningún tipo de lápida, del resto podemos indicar lo siguiente:
La lauda central (207x54x10 cm.), es de caliza y es anterior a los año 883/884. Su decoración está formada por dos franjas dispuestas simétricamente rellenos con tallos serpenteantes de los que salen flores multipétalas. 
La lauda izquierda (182x63x12 cm.), es de caliza y anterior al 883/884. Su decoración es profusa con diferentes motivos vegetales. Tanto esta como la otra lauda dispuestas en la nave central son originales de la fundación de la cámara santa.
Lauda funeraria del obispo Froilán. Está lápida dispuesta en la parte trasera de la cripta es de arenisca y está datada en la segunda mitad del siglo IX. Procede del pórtico norte de la cámara santa. Presenta una inscripción que dice:

LO : REQVIEVIT: FMLS DEI FROILANI:EP Q REGIT ANC SEDE P ANS XXXVII OBIIT DIE IIF XIIII KLDS MRCII ERA CXIII POST M.

La inscripción se puede traducir como, En este túmulo descansó el siervo de Dios Froilán, obispo que rige esta sede durante treinta y siete años. Murió el día de la segunda feria 14 de las kalendas de marzo de la era 114 después de la milésima (lunes, 16 de febrero de 1076) 
El sarcófago situado en un lateral de la parte trasera de la cripta, con unas medidas de 219x75x52 cm., está fabricado en caliza y se data entrono a la segunda mitad del siglo XI o principios del XII. Procede de San Zaornín de Puelles en Villaviciosa.